# Bączew (przystanek kolejowy)
Bączew – zlikwidowany wąskotorowy przystanek kolejowy w Sławoszewie na linii kolejowej Twardów Mijanka – Czermin, w powiecie jarocińskim, w województwie wielkopolskim, w Polsce.